# Алдар-Косе

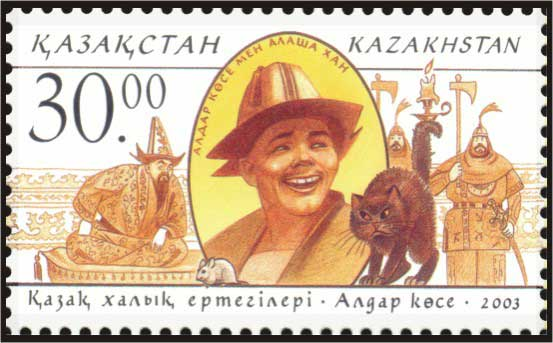
Ілюстрація до казахської казки «Алдар-Косе і Алан». Поштова марка Казахстану, 2003

Алдар-Косе (каз. Алдар Kөсе — вигаданий фольклорний персонаж казахських казок, герой коротких гумористичних і сатиричних мініатюр і анекдотів.

## Літературний образ Алдар-Косе
Існує безліч популярних казок і анекдотів про Алдар-Косе. Син бідняка, добрий, спритний і розумний, він обманює і карає жадібних багатіїв, ледарів, дурнів і навіть чортів. Асоціюється з казахським Робіном Гудом, але його зброя — не лук і стріли, а розум і слово. Фігурує також в фольклорі туркменів, узбеків і татар.
Аналогічні персонажі у інших народів: Джоха (Джеха) — у арабів та євреїв-сефардів, Пулу-пуги — у вірмен, Ходжа Насреддін — у народів іранської культурної сфери (перси, узбеки, таджики, афганці), Омірбек — у каракалпаків, також зустрічається в епосі казахів (особливо південних) з огляду на спорідненості мов і культур, Ахмет-акай — у кримських татар, Хитрий Будамшу - у бурят, Мушфік — у таджиків, Саля Чаккан і Молла Зайдін — у уйгурів, Кемін — у туркменів, Тіль Уленшпігель — у фламандців і німців, Хитрий Петро — у південних слов'ян, Гершеле Острополер (Гершель з Острополя) — у євреїв-ашкеназі, Пекале — у румунів.

## Ім'я
У перекладі на російську мову прізвисько Алдар-Косе означає «Безбородий обманщик»: «алдар» — обманщик, шахрай, дотепник, «косе» — безбородий.

## Алдар-Косе в кіно
- Кінокомедія «Безбородий обманщик» (реж. і виконавець головної ролі Шакен Айманов, «Казахфільм», 1964)[3][4].
- Як Алдар-Косе перехитрив тигра («Союзмультфільм», 1976)[5].
- Освітній проєкт анімаційної студії Azia Animation (Алмати), 80-серійний мультфільм «Алдар Көсенің көңілді оқіғалари» (Смішні історії Алдара Косе) про пригоди Алдара Косе (2009—2011, казахською мовою)[6]. 30 серій (перший сезон) і 50 Алдар Косе від AZIA ANIMATION [Архівовано 10 січня 2021 у Wayback Machine.].
- «Алдар-Косе» (телесеріал, 16 серій, 2011), у головній ролі Даурен Сергазін. Реж. Дін Махаматдінов[7], АТ «Агентство „Хабар“», Казахстан.
- Кінокомедія «Пригоди Алдара Косе в XXI столітті», в гл. ролі Бахитжан Альпеїсов, режисер-постановник Бегайдар Шалдарбеков, «Кінокомпанія BEST», Казахстан, 2011[8].

## Пам'ять
- Вулиця Алдар-Косе є в Алма-Аті.
- Пам'ятна монета 50 тенге [Архівовано 6 травня 2016 у Wayback Machine.] (2013, Усть-Каменогорський монетний двір).